# Miro Kocuvan mlajši
za istoimenskega atleta glej Miro Kocuvan (starejši)
Miro Kocuvan mlajši, slovenski 1971??, * 15. junij 1970?, Celje.
Kocuvan je za Slovenijo nastopil na Poletnih olimpijskih igrah 1996 v Atlanti, kjer je v teku na 400 m z ovirami izpadel v prvem krogu.
Tudi njegov oče Miro Kocuvan je bil atlet.